# District de Mahas
Le district de Mahas est un district de la région centrale de Hiiraan, en Somalie.

## Source
- (en) Cet article est partiellement ou en totalité issu de l’article de Wikipédia en anglais intitulé « Mahas District » (voir la liste des auteurs).